# Kostas Mavrides
Kostas Mavrides (Kato Dhikomo, 27 mei 1962) is een Cypriotisch politicus en lid van het Europees Parlement voor de Dimokratikó Kómma.
Mavrides heeft economie gestudeerd aan de Rutgers-universiteit en zijn PhD in economie gehaald aan de Universiteit van Houston. Voordat hij tot het Europees Parlement toetrad was hij medewerker van het Cypriotische ministerie van Arbeid. Met zijn partij maakt hij onderdeel uit van de Progressieve Alliantie van Socialisten en Democraten in het parlement.